# موتزویل (نوادا)
موتزویل (به انگلیسی: Mottsville) یک منطقهٔ مسکونی در ایالات متحده آمریکا است که در شهرستان داگلاس، نوادا واقع شده‌است. موتزویل ۱٬۴۵۶٫۰۵ متر بالاتر از سطح دریا واقع شده‌است.